# Lac Barrington
Le lac Barrington est un lac du nord de la Tasmanie, en Australie, dans le conseil de Kentish. Il sert de réserve d'eau pour une centrale hydroélectrique et est classé en zone protégée. Il est le siège d'une compétition d'aviron et a accueilli en 1990 les championnats du monde.